# Хоскинс, Керри
Ке́рри Энн Хо́скинс-Ри́вис (англ. Kerri Ann Hoskins Reavis; род. 20 февраля 1970 года, Кеймбридж, Миннесота) — американская модель и актриса, исполнившая роли некоторых персонажей в видеоиграх. В настоящее время занимается творческой деятельностью как художник и фотограф.

## Биография
Керри Хоскинс родилась 20 февраля 1970 года в городе Кеймбридж, штат Миннесота, США. В многодетной семье она была одним из восьмерых детей и «единственным, кто не являлся геймером», — как признавалась позднее сама Хоскинс. У Керри один брат и шесть сестёр. Отчим, страдавший посттравматическим синдромом, был ветераном Вьетнамской войны, и семья часто переезжала. В 16-летнем возрасте Керри в качестве девушки-разносчицы устроилась в закусочную картинг-центра, причём вскоре получила должность помощника менеджера. Хоскинс была моделью Playboy, когда ей предложили участие в разработке компьютерных игр. Наиболее известна ролью Сони Блейд в различных воплощениях персонажа, начиная с появления в Mortal Kombat 3, после чего Хоскинс гастролировала по США и Европе, изображая Соню в «Mortal Kombat: Live Tour». Она также появлялась в ряде других видеоигр от Midway Games, включая Revolution X и NBA Jam, в качестве секретного персонажа присутствует в NBA Showtime: NBA on NBC.
В течение двух лет Хоскинс обучалась корейскому боевому искусству тансудо, причём Джон Тобиас отмечал, что «она действительно хороша» и может «врезать как парень». В дальнейшем она работала персональным тренером по фитнесу, участвовала в благотворительных марафонах и призывала к здоровому образу жизни «вместо всевозможных лекарств и предписаний доктора». Согласно повторно опубликованной статье 2001 года, она взяла фамилию мужа Скотта Брэнсона, за которого в 1994 году вышла замуж, проживает в Северной Ороре, штат Иллинойс, где воспитывает двух мальчиков-близнецов, страдающих тяжёлой формой церебрального паралича. У неё четверо детей: Лия, Сэм, Люк и Закари. Она ушла из модельного бизнеса в 1997 году, чтобы полностью посвятить себя семье и заботе о детях. Керри Хоскинс-Брэнсон, придерживаясь демократических взглядов, баллотировалась в управляющий совет округа Кейн в 2012 году. В 2017 году она официально развелась и вышла замуж за другого, в настоящее время носит фамилию Ривис.
Керри пытается разводить диких морских обитателей в резервуаре объёмом 155 галлонов. Её дед был профессиональным художником, мама тоже рисовала, сама же Керри начала рисовать в 2012 году. В интервью, которое Хоскинс дала два года спустя, она обмолвилась, что «немного училась живописи в старшей школе, хотя не брала кисть в руки больше 20 лет».

## Видеоигры
- NBA Jam[англ.] (1993) — чирлидерша
- Revolution X[англ.] (1994) — главнокомандующая госпожа Хельга/танцовщица в клетке
- Mortal Kombat 3 (1995) — Соня Блейд
- Ultimate Mortal Kombat 3 (1995) — Соня Блейд
- Mortal Kombat Trilogy (1996) — Соня Блейд
- War Gods (1996) — Валла
- Mortal Kombat Mythologies: Sub-Zero (1997) — Киа
- Mortal Kombat 4 (1997) — Соня Блейд (озвучивание)
- Mortal Kombat Gold (1999) — Соня Блейд (озвучивание)
- NBA Showtime: NBA on NBC[англ.] (1999) — сама себя
- Mortal Kombat: Special Forces (2000) — указана в титрах в списке актёров захвата движения
- NBA Jam 2004[англ.] (2003)

## Появления вPlayboy
- Playboy’s Nudes December 1992.
- Playboy’s Book of Lingerie Vol. 29 January/February 1993 (на обложке с Джоди Хоскинс).
- Playboy’s Girls of Summer '93 June 1993 (С. 11, 50, 98).
- Playboy’s Blondes, Brunettes & Redheads August 1993.
- Playboy’s Book of Lingerie Vol. 34 November 1993.
- Playboy’s Book of Lingerie Vol. 35 January 1994.
- Playboy’s Bathing Beauties March 1994 (С. 34).
- Playboy’s Book of Lingerie Vol. 36 March 1994.
- Playboy’s Book of Lingerie Vol. 39 September 1994 (С. 32—33, 50—51).
- Playboy’s Nudes November 1994.
- Playboy’s Hot Denim Daze May 1995 (С. 60).
- Playboy’s Book of Lingerie Vol. 75 September 2000.